# Láprét
A láprétek olyan fátlan növénytársulások, amelyek gyökérszintjében a gyakori vízelöntés miatt reduktív körülmények alakulnak ki. A lápoktól főleg abban különböznek, hogy növényzetük uralkodó fajai nem a tőzegmohák, hanem különböző palkafélék (Cyperaceae), így a láprétek alatt sástőzeg képződik. Mikroklímájuk a Magyarországon szokásosnál általában hűvösebb és kiegyenlítettebb, így a Kárpát-medencében számos jégkorszaki maradványfajnak nyújtanak utolsó menedéket.

## Elterjedésük, előfordulásuk
A Kárpát-medencében ritkák; Európa nyugati és főleg északi részein jóval gyakoribbak, mert ott hűvösebb az éghajlat, több a csapadék és nagyobb a relatív páratartalom.

## Kialakulásuk, termőhelyük
Főleg lefolyástalan, pangó vizes medencékben, ártereken alakulnak ki olyan helyeken, ahol a talajvíz elég magasan áll ahhoz, hogy a gyökérszintben anaerób viszonyok alakuljanak ki.
A leggyakrabban az égeres láperdők helyén vagy a lápok peremvidékén, a lápi szukcesszió első szakaszában alakulnak ki. Kaszálás nélkül a szukcesszió előrehaladásával láperdőkké alakulhatnak.

## Megjelenésük, fajösszetételük
Mindig nedvességkedvelő és az anaerob viszonyokat tűrő növények jellemzik.
Mohaszintjük általában jól fejlett.

## Hasznosításuk
Az agrárszótár szerint a láprét vízrendezett lápon levő gyep. A leggyakrabban kaszálóként hasznosítják; a biomasszát ritkábban szénává szárítva, inkább besilózva hasznosítják. A lápréten kevésbé értékes takarmány terem, mint az ásványi talajokon.

## Rendszertani felosztásuk
A láprétek csoportja növénytársulástanilag polifiletikus. A vízelöntés állandó, illetve időszakos jellegének megfelelően két tő típusukat különböztetjük meg; ezek különböző rendszertani osztályok tagjai:
- az üde mészkedvelő rétlápok (Caricion davallianae) társuláscsoportja a bázikus síklápok (Caricetalia davallianae Br.-Bl. 1949), társulástani rendjének része;
- a kiszáradó láprétek (kékperjés láprétek; Molinion coeruleae Koch 1926) társuláscsoportja pedig a magaskórósok és kiszáradó láprétek (Molinietalia Koch 1926) rendjébe.

### Nedves vagy üde láprétek

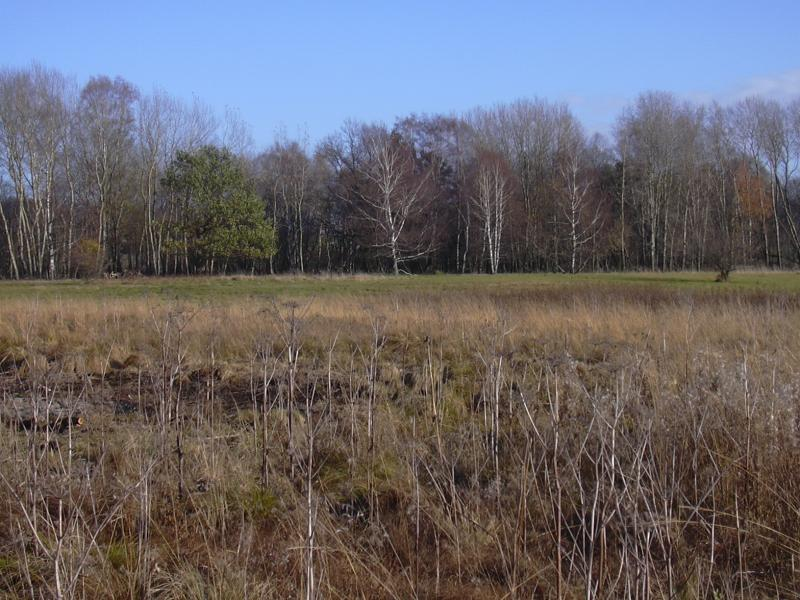
Láprét Schopfloch mellett Németországban

A nedves vagy üde láprét (Caricetum davallianae) csak nagyon vékony, felszíni rétegét nem itatja át víz. Állandó friss vízutánpótláshoz jutó terület, mely nyár végére sem szárad ki. Elsősorban Alföldünkre és dombvidékeinkre jellemző.
Leggyakoribb virágos növényfajai:
- lápi nyúlfarkfű (Sesleria uliginosa),
- lápi sás (Carex davalliana),
- kormos csáté (Schoenus nigricans),
- mocsári kosbor (Orchis laxiflora),
- poloskaszagú kosbor (Orchis coriophora),
- lisztes kankalin (Primula farinosa),
- ördögharaptafű (Succisa pratensis),
- mocsári nőszőfű (Epipactis palustris),
- csermelyaszat (Cirsium rivulare),
- mocsári aszat (Cirsium palustre),
- fehérmájvirág (Parnassia palustris),
- kétlaki macskagyökér (Valeriana dioica).

Típusai:
- Sásláprét (Valeriano dioicae - Caricetum davallianae)
- Csátés láprét (Schoenetum nigricantis)
- Nyúlfarkfüves láprét (Seslerietum uliginosae)
- Szittyós láprét (Juncetum subnodulosae)

### Kiszáradó láprétek

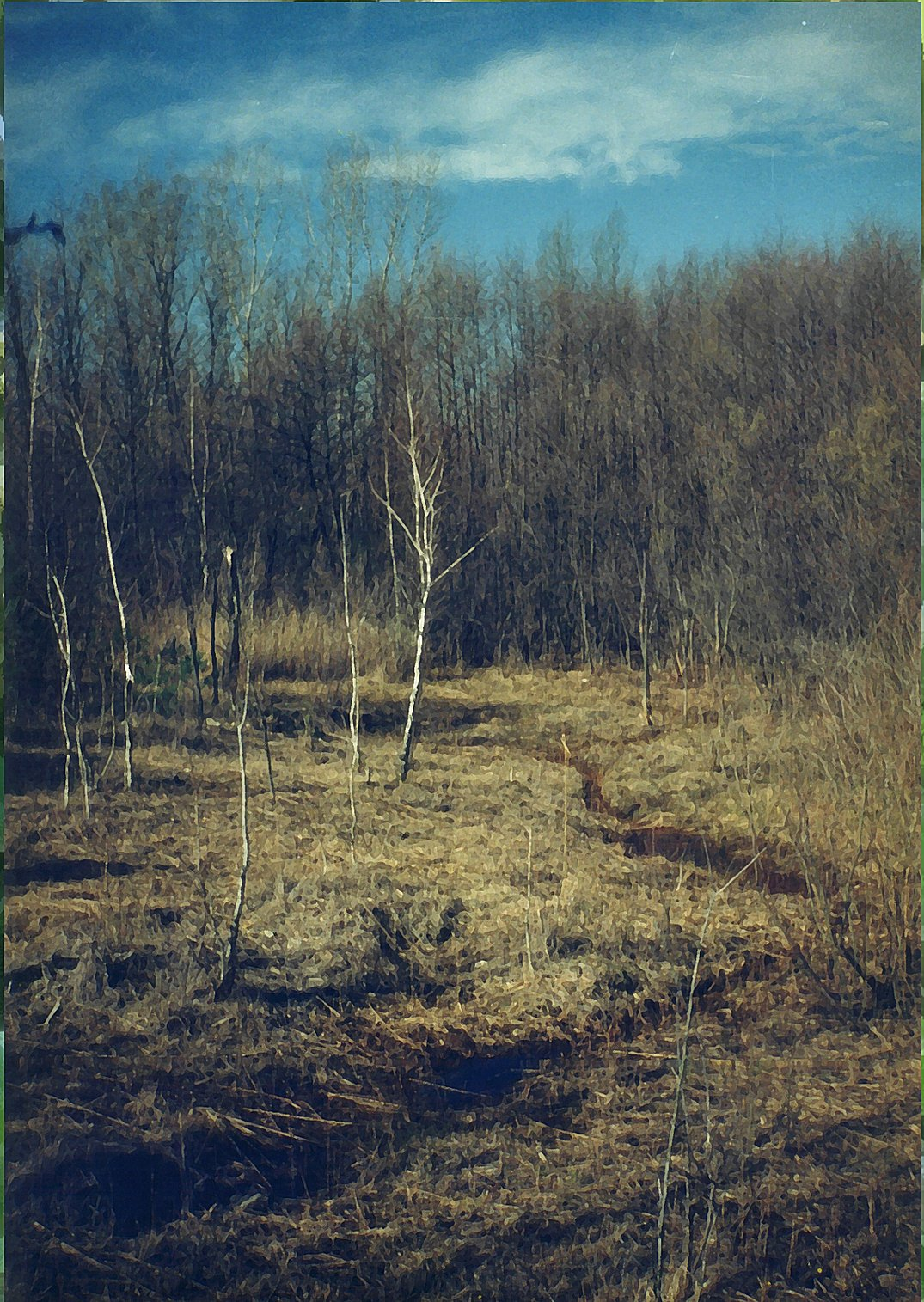
A Síkvölgyi-láprét a Vértesben, meszes kiszáradó láprét típus

A kiszáradó láprétek (Molinietum coeruleae) talajvízszintje nyaranta mélyebbre süllyed. E típus jellemzője, hogy nyár végére az amúgy jó víztartó képességű tőzeges talaj kiszárad, a nedves láprétek uralkodó sásfajainak helyét a kékperje veszi át.
A kiszáradó láprétek jellemző növényei:
- kékperje (Molinia coerulea),
- muharsás (Carex panicea),
- szibériai nőszirom (Iris sibirica),
- korcs nőszirom (Iris spuria),
- fehér zászpa (Veratrum album),
- ördögharaptafű (Succisa pratensis),
- kornistárnics (Gentiana pneumonanthe),
- buglyos szegfű (Dianthus superbus),
- őszi vérfű (Sanguisorba officinalis).

Típusai:
- Mészkerülő kiszáradó láprét (Junco - Molinietum)
- Meszes kiszáradó láprét (Succiso - Molinietum)
- www.terra.hu
- másfajta csoportosítás  Archiválva 2008. május 31-i dátummal a Wayback Machine-ben

## Képek, avagy a láprét értékei

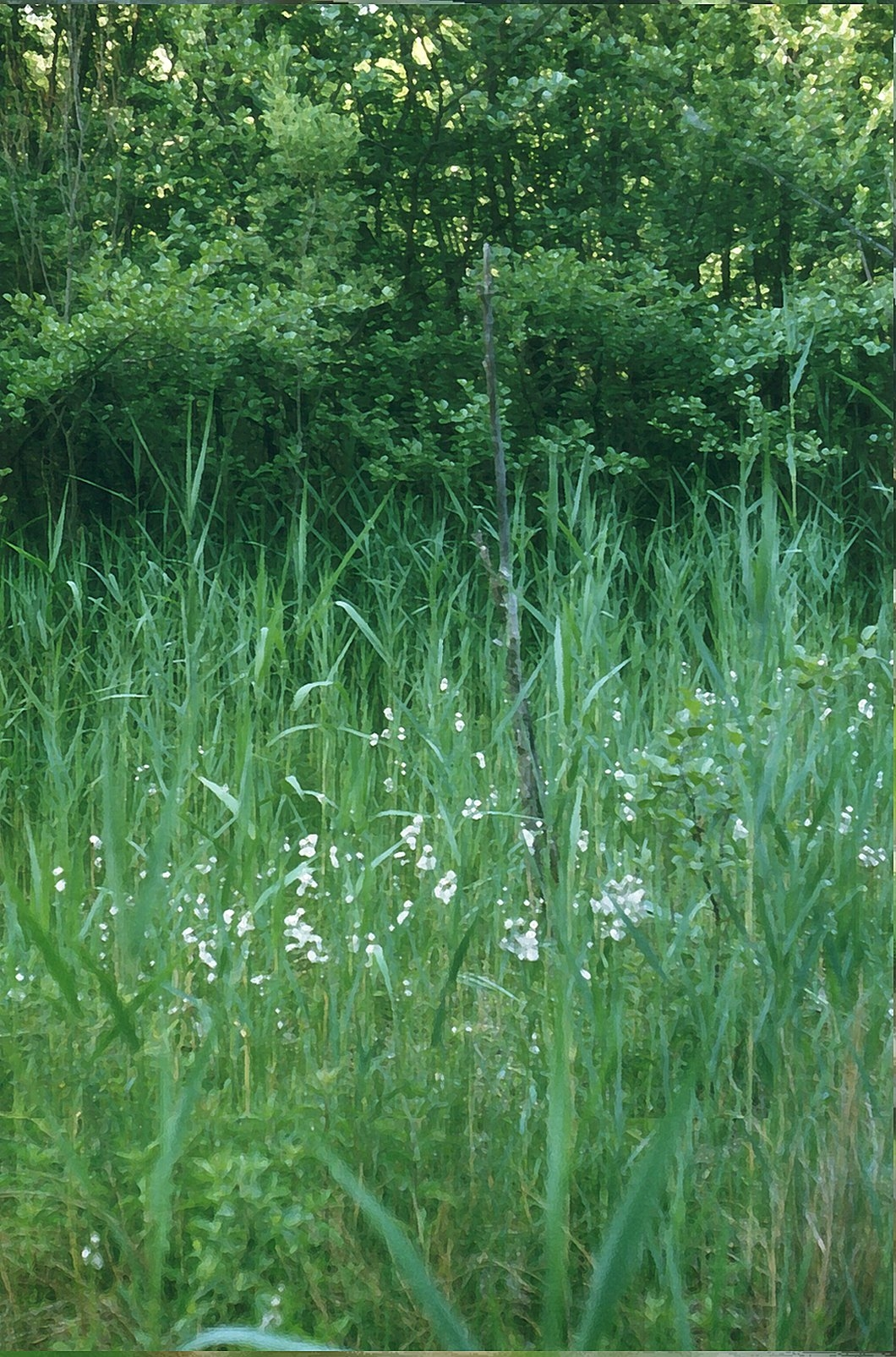
Síkvölgyi gyapjúsásos láprét
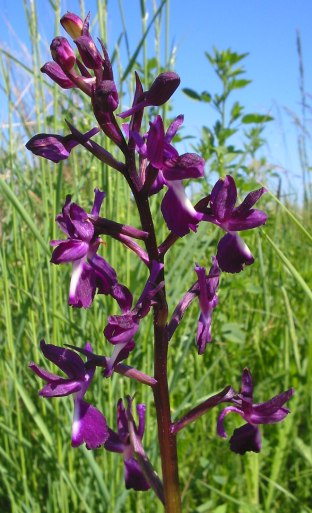
Mocsári kosbor
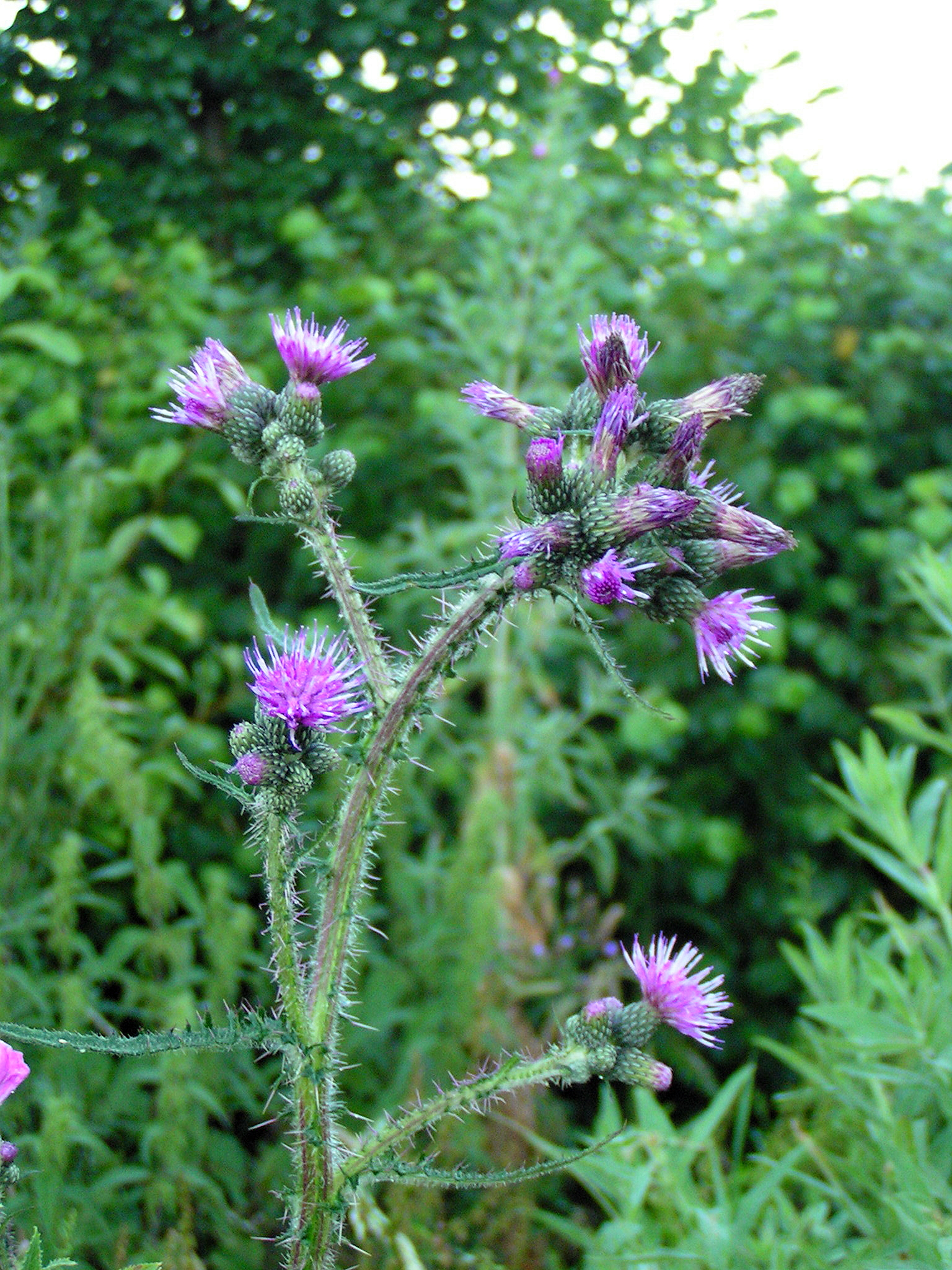
Mocsári aszat
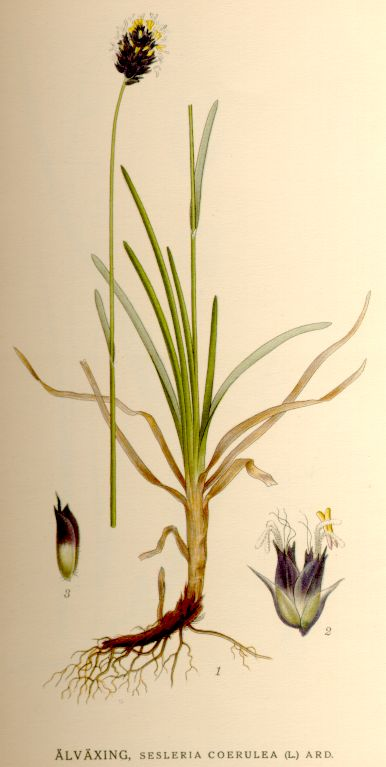
Lápi nyúlfarkfű
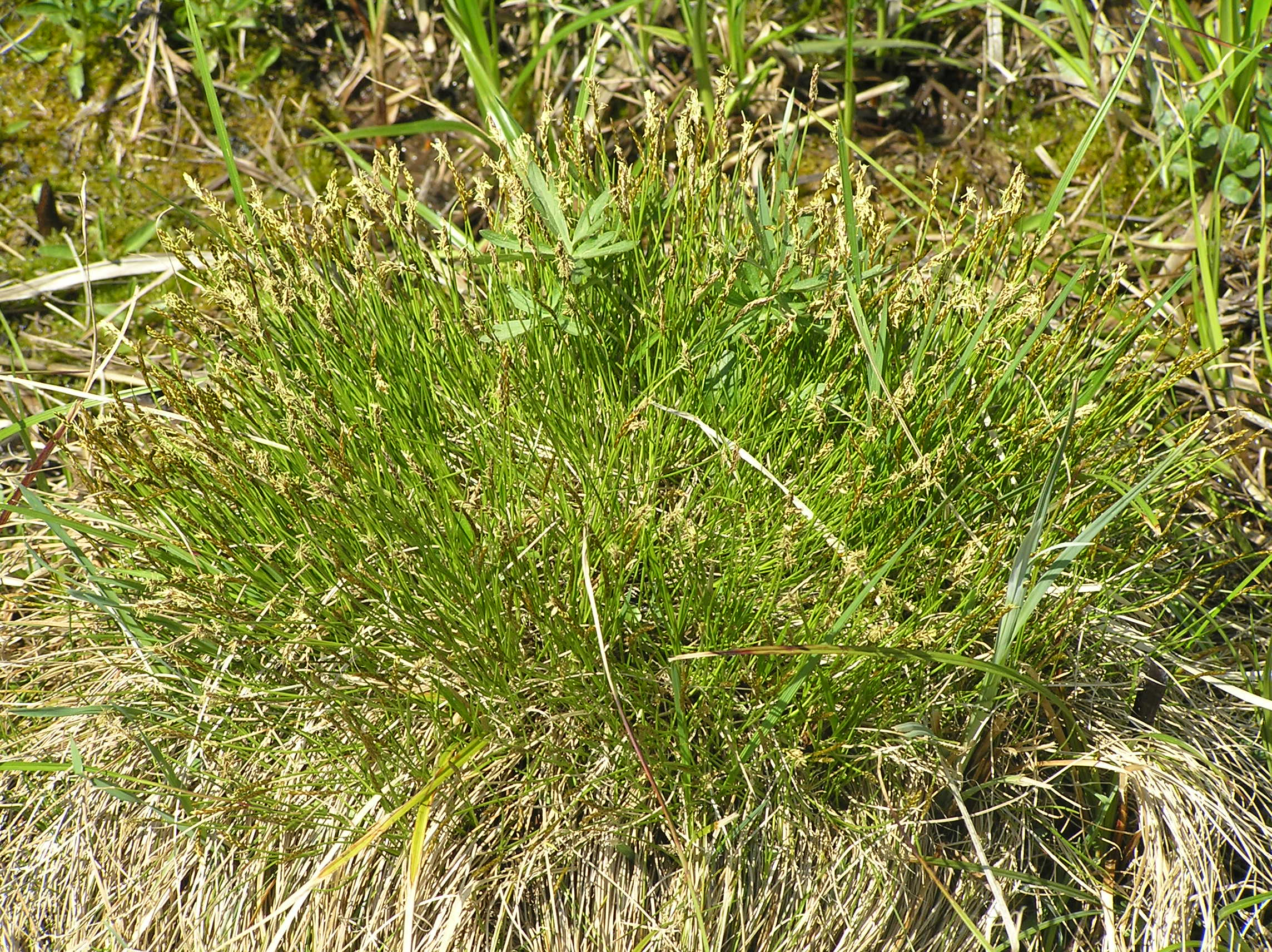
Lápi sás
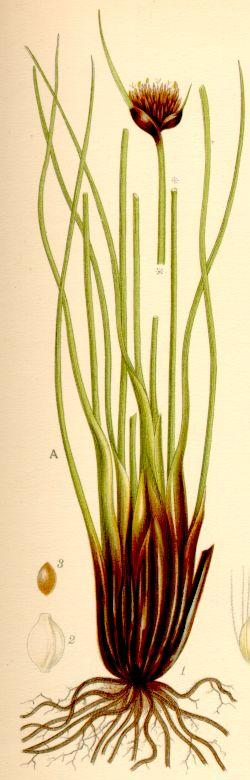
Kormos csáté
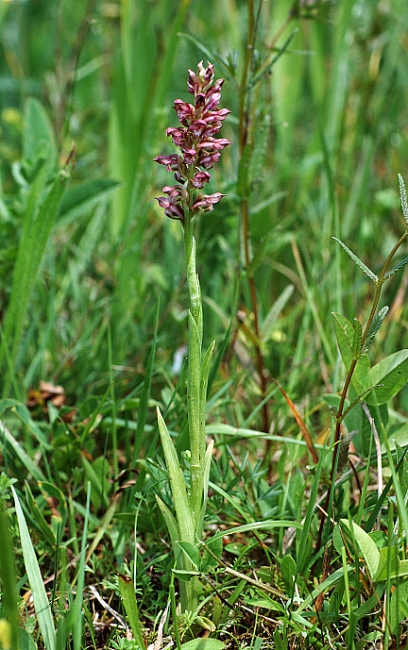
Poloskaszagú kosbor
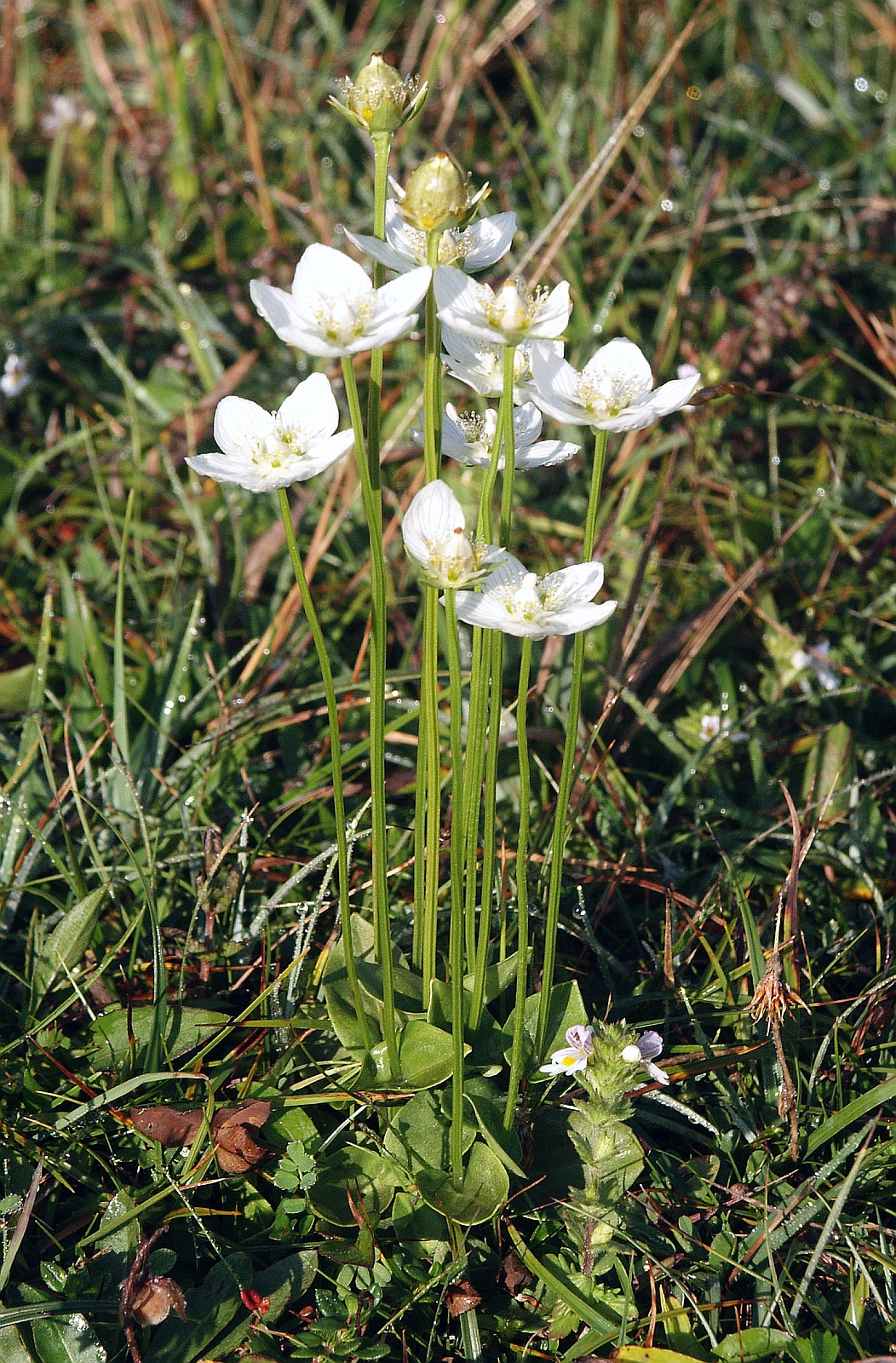
Fehérmájvirág